# Kursächsische Ganzmeilensäule Bad Langensalza

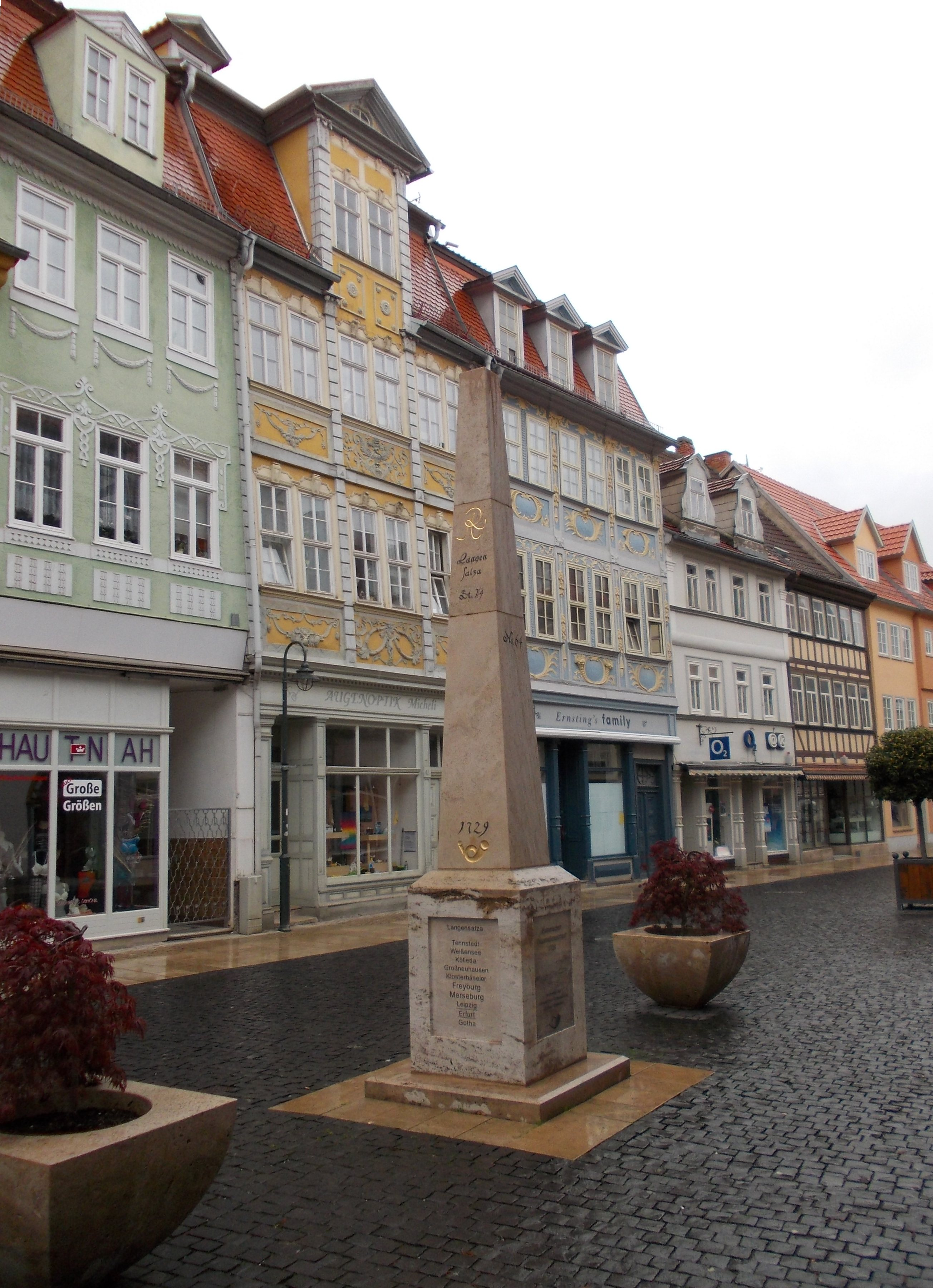
Nachbildung der Ganzmeilensäule in der Marktstraße

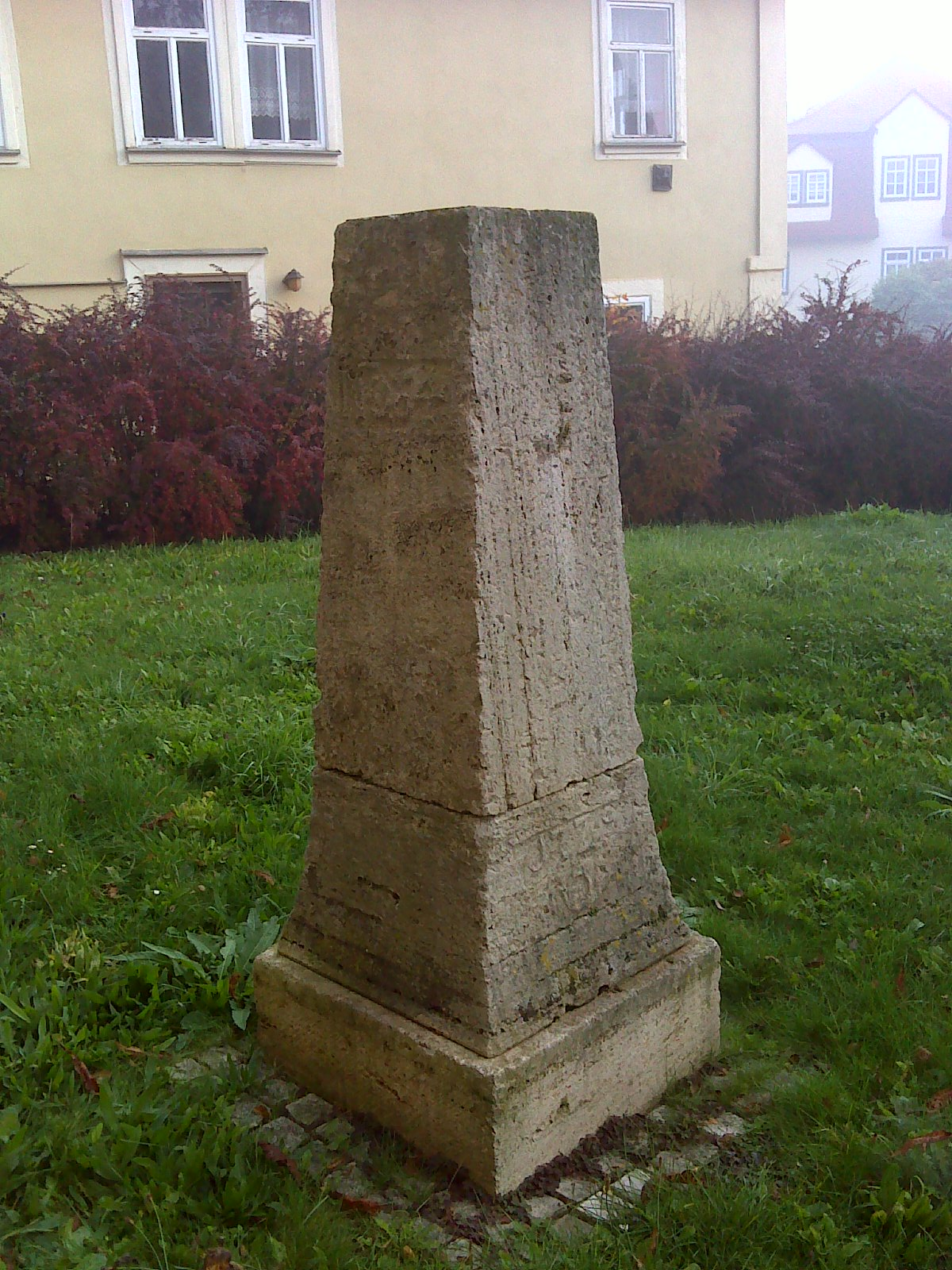
Rest des Originals der „Ganzmeilensäule No 64“ vor dem Stadtmuseum in Bad Langensalza; mit Posthorn, Jahreszahl 1729 und Reihennummer 64

Die denkmalgeschützte kursächsische Ganzmeilensäule Bad Langensalza gehört zu den Postmeilensäulen, die im Auftrag des Kurfürsten Friedrich August I. von Sachsen durch den Land- und Grenzkommissar Adam Friedrich Zürner in der 1. Hälfte des 18. Jahrhunderts im Kurfürstentum Sachsen errichtet worden sind. Sie befand sich zuletzt an der Nordostseite der Bundesstraße 247 in der Nähe der Ortsausfahrt in Richtung Mühlhausen/Thüringen bei der thüringischen Stadt Bad Langensalza. Es handelt sich um den Rest einer Ganzmeilensäule aus Travertin ohne Spitze.

## Geschichte
Die Säule vom Postkurs Leipzig - Kassel trägt die Jahreszahl 1729 und die Reihennummer 64. Sie steht 16 Meilen von Leipzig entfernt. Das Original wurde ins Museum Bad Langensalza überführt und am 2. Mai 2009 eine Nachbildung aus Travertin auf einem erhöhten Sockel in der Marktstraße Bad Langensalza enthüllt. Die beim Original fehlende Spitze mit den Initialen des Kurfürsten und den Entfernungsangaben nach Langensalza und Mühlhausen wurde nach den fachlichen Vorgaben der Forschungsgruppe Kursächsische Postmeilensäulen e.V. rekonstruiert.